# フェルディナン・ブリュノ
フェルディナン・ブリュノ（Ferdinand Brunot、1860年11月6日 – 1938年1月30日）は、フランスの言語学者、文献学者。

## 生涯と業績
ブリュノは、ロレーヌのサン＝ディエ＝デ＝ヴォージュで生まれた。1882年に高等師範学校を卒業し、バル＝ル＝デュックのリセで1年間教えた後、リヨン大学文学部の講師となった。1891年にソルボンヌ大学の博士の学位を得た。
1900年にソルボンヌ大学内にフランス語史講座が作られ、ブリュノはその主任教授に就任した（1934年退官）。ライフワークとなった『フランス語の歴史』(Histoire de la langue française des origines à 1900)はフランス語の歴史を社会や文化とのかかわりにおいてたどろうとした大著で、1905年に第1巻が出版された。ブリュノが没するまでに9巻（第6巻と第9巻は2部に分かれる）が出版され、没後に弟子によって1979年までかけて11巻が出版された。さらに第13巻まで書きつがれた。
著書はほかに『思考と言語』(La pensée et la langue : Méthode, principes et plan d'une théorie nouvelle du langage appliquée au français、1922初版) など。
ブリュノは実験音声学の分野の研究も行った。1911年、ブリュノは発話アーカイブ（Archive de la parole）をソルボンヌ内に創立し、さまざまな言語・方言をレコードに録音した。この中にはエミール・デュルケーム、ギヨーム・アポリネール、アルフレド・ドレフュスらの声も含まれている。この録音は後にフランス国立図書館の視聴覚部門に発展した。
ブリュノは1910年から1919年までパリ14区の区長であった。